# Макрина Молодша
Макрина Молодша (324, Кесарія Каппадокійська ― 380, Аннезіс, сучасне місто Амасья, Туреччина) — християнська свята, преподобна, сестра Василія Великого, Григорія Ніського і Петра Севастійського; шанується у всіх християнських церквах.

## Життя святої
Походила із заможної християнської родини. Була найстаршою з десяти дітей Василія Старшого, відомого адвоката і вчителя риторики, та Емелії. На хрещенні отримала ім'я на честь святої мучениці Теклі, проте батьки називали її як і бабусю — Макрина. Її бабусею була свята Макрина Старша (щоб розрізняти бабусю і внучку, в агіографії заведено називати їх Макрина Старша і Макрина Молодша). Макрина Старша мала значний вплив на виховання усіх своїх онуків, зокрема Макрини.
Макрина Молодша отримала ґрунтовне класичне виховання. У 12-річному віці була призначена батьком до шлюбу, однак після несподіваної смерті нареченого постановила провадити аскетичне життя в дівстві. Коли помер батько, допомагала матері в керівництві домом та вихованні молодших дітей: Григорія Ніського, Петра Севастійського і Василія Великого, мала значний вплив на їх релігійність.
Близько 357 року разом з матір'ю відійшла від світського життя і розпочала разом з нею та служницями провадити спільне життя в родинних посілостях в Аннезіс над річкою Іріс. Макрина стала настоятелькою однієї з перших в Малій Азії жіночих чернечих спільнот, яких пізніше почали називати василіянками. Ревна пропагандистка аскетичної побожності і киновійної форми життя. Надзвичайний вплив Макрина мала на свого молодшого брата Василія, який за її прикладом залишив світську кар'єру і почав жити монашим життям, а в 370 році став єпископом Кесарії Каппадокійської.
На другому боці ріки Іріс Василій заснував чоловічий монастир, у якому проживав також Петро Севастійський ― пізніший настоятель монастиря. Ця модель монашого життя, коли поруч знаходилися монастирі жіночий і чоловічий, пізніше в Церкві була прийнята як подвійний монастир.
Монастир Макрини, окрім її братів, відвідували також Євстахій Севастійський і Григорій з Назіянзу.
Макрина померла 380 року і була похоронена в церкві, збудованій на честь 40 Севастійських мучеників, у якій були поховані також її батьки.